# Chrotomys whiteheadi
Chrotomys whiteheadi é uma espécie de roedor da família Muridae.
Apenas pode ser encontrada nas Filipinas.
Os seus habitats naturais são: florestas secas tropicais ou subtropicais.